# Rated R (álbum de Rihanna)
Rated R (en español: Clasificado R) es el cuarto álbum de estudio de la cantante barbadense Rihanna. Fue lanzado el 20 de noviembre de 2009 por Def Jam Recordings y SRP Records. Las sesiones de grabación del álbum comenzaron en marzo de 2009 y se llevaron a cabo en estudios de grabación en todo Estados Unidos y Europa. Rihanna, junto a Anthony «L.A.» Reid y The Carter Administration, fue la productora ejecutiva del álbum y trabajó con varios productores discográficos, incluidos Chase & Status, Stargate, The Dream, Ne-Yo y Brian Kennedy. El disco contó con varios vocalistas e instrumentistas, incluidos Young Jeezy, will.i.am, Justin Timberlake y Slash, quienes tocaron las guitarras en «Rockstar 101».
Musicalmente, el álbum representa una desviación de su esfuerzo anterior Good Girl Gone Bad (2007), que contenía canciones animadas y orientadas a las baladas. Concebido después del asalto de Rihanna por parte de su entonces novio, el cantante Chris Brown, Rated R es principalmente un álbum de pop, hip hop y R&B; presenta un tono premonitorio y atmosférico en términos de dirección musical y lírica, e incorpora elementos de rock y dubstep. También explora otros géneros, como el dancehall en «Rude Boy» y la infusión latina en «Te Amo». Rated R recibió críticas positivas de los críticos musicales, quienes elogiaron la actuación madura de Rihanna y llamaron al álbum su esfuerzo más sincero y en capas. El álbum debutó en el número cuatro de la lista Billboard 200 de Estados Unidos y vendió 181.000 copias en su primera semana. También alcanzó las diez primeras posiciones en más de otros doce países.
El álbum produjo seis sencillos, «Russian Roulette», «Wait Your Turn», «Hard», «Rude Boy», «Rockstar 101» y «Te Amo». «Russian Roulette» fue lanzado como el sencillo principal del álbum y logró llegar a la lista de los diez primeros en más de 25 países. «Hard» se convirtió en su decimotercer sencillo entre los diez primeros en Estados Unidos, mientras que «Rude Boy» encabezó la lista Billboard Hot 100 de Estados Unidos durante cinco semanas consecutivas. «Te Amo» alcanzó las diez primeras posiciones en Europa y alcanzó el número uno en Brasil. Para promover aún más el álbum, Rihanna se embarcó en su tercera gira mundial de conciertos The Last Girl on Earth Tour (2010-2011). Rated R se considera un álbum importante en la carrera de Rihanna y una inspiración fundamental para sus lanzamientos posteriores.

## Antecedentes, grabación y composición
El álbum anterior de Rihanna Good Girl Gone Bad (2007) fue un éxito comercial y recibió en general críticas favorables de los críticos de la música. El álbum contó con cinco éxitos que se colocaron en los diez primeros puestos y tres números uno en el Billboard Hot 100, incluyendo el éxito internacional «Umbrella». En cuanto al álbum Rated R, hubo mucha especulación acerca de si alguna de las canciones del álbum sería del altercado con su exnovio Chris Brown. En una entrevista con MTV, Ne-Yo, quien ha escrito canciones para Rihanna en el pasado, aclaró que no iba a escribir canciones acerca de Brown por su amistad con él. El productor Chuck Harmony dijo que no importa qué canción Rihanna lanzara de inmediato iban a pensar que la canción es acerca de Brown.
Durante una entrevista con Marc Malkin en los MTV Video Music Awards, Ne-Yo dijo que la gente debería esperar algo más afilado y más enojado en el álbum de la cantante. Más tarde le dijo a In Touch Weekly que el álbum es definitivamente más atrevido que la forma en que estamos acostumbrados a ver a Rihanna. Con el éxito de su último álbum, Rihanna quería asegurarse de que no cayera en un sonido o vibración. En el Justin Timberlake & Friends Concert in Las Vegas, Timberlake dijo a MTV que Rated R es un sonido totalmente nuevo y que las nuevas canciones no son solo un refrito de lo que los fanes escucharon en su último álbum. «Ella irrumpió en la escena tan duro con la último grabación, para tener esas muchas canciones en las listas, es impresionante. Lo más inteligente que está haciendo es que no está tratando de imitar lo que hizo sino seguir adelante», explicó Justin Timberlake.
Después del lanzamiento del primer sencillo, «Russian Roulette», Harmony era consciente de que la reacción de los fanes que escucharon la canción era mixta. Además aclaró que la canción no está en relación con el resto del álbum y que es un reflejo del crecimiento de Rihanna como artista. En febrero de 2010, Rihanna dijo que le gustaba el álbum, pero su siguiente sería mucho menos intensa: «Realmente me gusta en el fondo, pero si tuviera que combinar eso con más energía, discos de música pop, entonces creo que sería un matrimonio feliz. Y ahí es donde probablemente vamos a ir ahora». Cuando se le preguntó a la cantante ¿Cuál era la canción más importante para ella?, declaró que ella no tenía ninguna preferida, sin embargo, «Fire Bomb» y «Cold Case Love» son algunas de sus favoritas.

### Grabación
Rihanna comenzó a grabar canciones para el álbum en marzo de 2009. El álbum fue grabado durante un lapso de aproximadamente ocho meses, de marzo a noviembre de 2009. Las sesiones de grabación para el álbum tuvo lugar en Milk Studios en Manhattan, Nueva York, Metropolis Studios de Londres, Inglaterra, los estudios Davout en París, Francia y en Westlake Recording Studios en Los Ángeles, California. Rihanna trabajó con varios compositores y productores en el álbum, entre ellos Chuck Harmony, The Dream, Tricky Stewart, Chase & Status, Stargate, Demo, y Justin Timberlake. Rihanna quería que el álbum fuera menos Synth pop y que tuviera más notas bajas y dramáticas, lo que era un cambio radical si miramos sus anteriores trabajos. En las primeras etapas de la producción, trabajó con Adonis Shropshire quien manifestó que ella no hacía más que facilitar en el estudio un par de ideas de aquí y allá en el último par de semanas. Rihanna también trabajó con Stargate quien añadió que la colaboración fue muy gratificante y fuente de inspiración para ellos comentando: «Yo no creo que debamos hablar de títulos todavía. Nosotros realmente no sabemos que canciones se van a grabar, pero se siente emocionante».
Más tarde se reveló que Stargate originalmente produjo una colaboración entre Rihanna y el rapero canadiense Drake. Al final, sin embargo, por razones desconocidas, la canción no hizo el corte final para el álbum.
Durante el verano, Rihanna grabó canciones para el álbum con el productor Chuck Harmony. Además, participó en la escritura de la mayoría de las canciones en el álbum con la ayuda de Justin Timberlake y Ne-Yo quienes le ayudaron a traducir sus emociones en las canciones. Trabajó con Ne-Yo en una serie de canciones, aunque él no sabía qué canciones se mantuvieron para el álbum. Mientras trabajaban juntos, sintió que Rihanna no era la misma chica con la que él trabajó un año antes, y declaró que se había vuelto mucho más cómoda. En términos de dirección musical, Rihanna pidió canciones de ambiente sombrío para el álbum, pero no solo oscuro por ser oscuro, sino que quería canciones oscuras que tuvieran algún tipo de significado. Harmony quería «Russian Roulette» para destacar y consideró que la canción debía ser más oscura, más afilada y más morbosa, solo para probar. Rihanna se sintió satisfecha con la vibra y el contenido lírico de la canción y finalmente, llamó por teléfono a Ne-Yo y le dijo que era una de sus favoritas para el álbum.
Después de escuchar el tema «Saxon», interpretado por Nicki Minaj, del dúo de producción Chase & Status, Rihanna se puso en contacto con ellos y quería trabajar con ellos porque le encantaba la sensación de la batería y quería algo similar para su álbum. Chase & Status hicieron un par de sesiones con Rihanna y trabajaron juntos durante unas pocas semanas. Chase & Status trabajaron con ella en las canciones, que tenían un ambiente dubstep. En una de las pistas, Rihanna se acercó con una melodía y la idea de dar a la canción el tipo de ambiente que quería. En octubre de 2009, concluyeron las sesiones de grabación con Tricky Stewart y The-Dream. Dream y Tricky volaron a París y tocaron unas canciones para Rihanna entre las que estaban «Hard» y «Rockstar 101». La canción «Hard» se destacó de todas las canciones porque sentía que había tal arrogancia a la misma. En la canción «Rockstar 101», contribuyó el guitarrista Slash, mientras que en «Photographs» fue un dueto con will.i.am. Además, Ester Dean coescribió la canción «Rude Boy». «The Last Song» fue una de las pistas diseñadas a última hora para el álbum. Rihanna grabó la canción en las doce últimas horas: «Cuando el sello finalmente dijo que tenía 12 horas para entregar el álbum, me dije: Bien, tengo que hacerlo. Tomé un poco de vino tinto, atenué las luces, me metí en la cabina y la canté».

### Composición
Rated R cuenta con un tono más oscuro y amenazante que los álbumes anteriores de Rihanna. En primer lugar es un álbum de R&B y pop, sino que también incorpora elementos musicales del hip-hop, rock y el dancehall. La producción del álbum se caracteriza por un sonido elegante e incorpora sintetizadores, entrelazando momentos de guitarra, ritmos tensos, melodías en tono menor, y armonías vocales. Canciones como «Mad House», «G4L», y «Wait Your Turn» incorporan elementos del dubstep. Rihanna discutió la dirección musical del álbum en una entrevista para la revista Glamour, indicando que las canciones son muy personales, es rock 'n' roll, pero en realidad es hip-hop. Como si Lil Wayne y Kings of Leon estuvieran en su disco. El periodista musical Jim Derogatis dice que Rated R solo incorpora elementos del rock, aunque no hay nada inherentemente rock 'n' roll, sintetizó el dance pop con un poco de guitarra eléctrica, algunos de ellos cortesía de Slash, un cuarto de siglo después de Thriller.
El contenido lírico de Rated R cuenta con puntos de vista sombríos sobre el amor y letras jactanciosas sobre la perseverancia y la superación a la adversidad. La lírica se caracteriza por los tonos sombríos y enojados, y canciones perseverantes se caracterizan por imágenes de violencia y brutalidad. Mientras que varios autores perciben alusiones al altercado de Rihanna con Chris Brown, el periodista Jon Pareles escribió que el álbum no se refiere específicamente a los eventos, pero no los ignora. De acuerdo a la escritora Ann Powers, el arrepentimiento es un tema importante en el álbum, las canciones de Rated R no tienen su cantante pidiendo disculpas sino al hombre que hizo sus agraviados, pero sí reconoce las emociones que vienen con la separación, incluso desde un compañero que también es un autor. Esos sentimientos son arrepentimiento, ternura y profunda tristeza.

## Recepción

### Comentarios de la crítica
Rated R recibió críticas positivas de los críticos de música. En Metacritic el álbum recibió un puntaje promedio anual de 76, basado en 20 informes. Leah Greenblatt de Entertainment Weekly lo llamó un retrato crudo, a menudo inquietante de un artista que es, insiste, ya no es una niña en absoluto. De Chicago Tribune, el escritor Greg Kot le dio al álbum tres y de cuatro estrellas y lo describió como arte poderoso y conmovedor. De Chicago Sun-Times el escritor Jim DeRogatis lo llamó su mejor esfuerzo, la mayoría es en capas y con sentido. Ailbhe Malone, de NME, lo llamó una grabación sorprendentemente masculina, en el sonido y en la actitud. Ed Potton de The Times dio cuatro de cinco estrellas y lo describió como espeso y estridente, el lamento en marcha a una fantasía de venganza, la mejor grabación de Rihanna hasta el momento. De Los Angeles Times, Ann Powers, elogió su rendimiento y el álbum llamadolo un retrato complejo y fascinante de los procesos emocionales de una mujer joven después del abuso permanente. Sarah Rodman de The Boston Globe lo llamó una imagen interesante de varios temas de actualidad, incluyendo la evolución de Rihanna como intérprete y la confluencia de la cultura, y el arte pop. Jody Stone Rosen, de Rolling Stone, felicitó a los temas sombríos y lo llamó uno de los mejores discos pop del año.

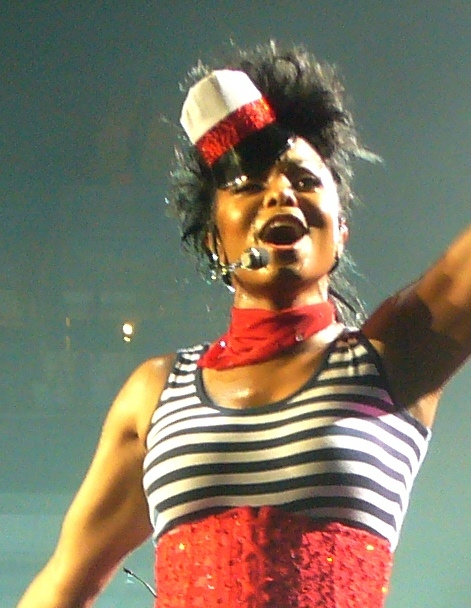
Algunos críticos compararon a Rated R con el trabajo de Janet Jackson, The Velvet Rope.

Emily Tartanella de PopMatters escribió que los intentos de canciones de graves y 'reflexivas acaban de terminar derrumbando el álbum. Chris Richards, de The Washington Post comentó que el álbum cuenta con una rabia sin forma. Miguel Ángel Matos de The A.V. Club comparó la lírica con extractos de una sesión terapéutica. Alexis de The Guardian criticó las alusiones al asalto por Chris Brown, escribiendo que no hay para ella más que un interés lascivo de los ciudadanos en su vida privada. Steve Jones, de US Today dio eal álbum tres de cuatro estrellas y escribió que a menudo, letras explícitas y las voces más audaces y seguras reflejan una creciente confianza y madurez artística. Jon Pareles de The New York Times lo llamó valiente y hábil. Allmusic declaró: Gran parte de este álbum es absolutamente atrevido, la lírica y musicalmente sombrío y elegante, el objetivo es convincente, lleno de memorable líneas, han hecho un álbum maduro. Nick Levine de Digital Spy le dio al álbum cinco de cinco estrellas y lo llamó sorprendente, sorprendentemente bueno en la interpretación. De Slant Magazine, Eric Henderson hizo una comparación del álbum a The Velvet Rope (1997) de Janet Jackson, viendo que ambos discos elevan de estrella pop a artista pop, irradian sin lugar a dudas, abiertamente autobiográfico. Leah Greenblatt de Entertainment Weekly lo nombró como el mejor álbum pop del año.

### Rendimiento comercial
En los Estados Unidos, Rated R debutó en el número cuatro en el Billboard 200 y vendió 181.000 unidades en la primera semana, superando a su material anterior, Good Girl Gone Bad con 168.000 copias en su primera semana. El álbum fue el cuarto material de Rihanna en entrar en los diez primeros puestos en el país y su segunda posición más alta en la lista. Encabezó el Top R&B/Hip-Hop Albums, convirtiéndose en su primer álbum en la cima de la tabla. El 8 de enero de 2010, Rated R fue certificado platino por la Recording Industry Association of America (RIAA), con 1 millón de copias vendidas. El álbum vendió más de 1.017.000 unidades en los Estados Unidos.
En el Reino Unido, el álbum debutó en el número dieciséis y fue certificado oro en solo cuatro días. El álbum ha vendido hasta ahora al menos 600.000 copias y fue certificado doble platino por la Industria Fonográfica Británica (BPI), el 15 de octubre de 2010. El álbum alcanzó el número dos en la lista UK R&B Albums. El 1 de agosto de 2010, el álbum salió de la lista UK Albums Chart habiendo estado durante 36 semanas. Hasta el 26 de junio de 2011, el álbum había vendido 656.527 copias.
A pesar de debutar en el número quince en Australia, el álbum fue certificado oro la segunda semana en la lista. En agosto, el disco fue certificado platino por el envío de 70.000 unidades. Con el lanzamiento del tercer sencillo del álbum, «Rude Boy», Rated R subió al número doce, el 7 de marzo de 2010. En Polonia, el álbum alcanzó el número cinco y recibió una certificación de oro, vendiendo 20.000 copias en tan solo un mes, superando a Good Girl Gone Bad que vendió 20.000 en dos años. En Suecia, Rated R aumentó dramáticamente al número diecinueve el 29 de enero de 2010, después de estar en el treinta y cuatro semana anterior. En Nueva Zelanda, el álbum debutó en el número catorce y en Finlandia que debutó en el número veintiocho luego ascendió al número quince. En abril de 2010, el álbum se disparó del número cincuenta y nueve al dieciocho en Países Bajos. En junio de 2010, el álbum volvió a entrar en la lista de álbumes en Grecia para alcanzar un nuevo máximo de número seis.

## Promoción

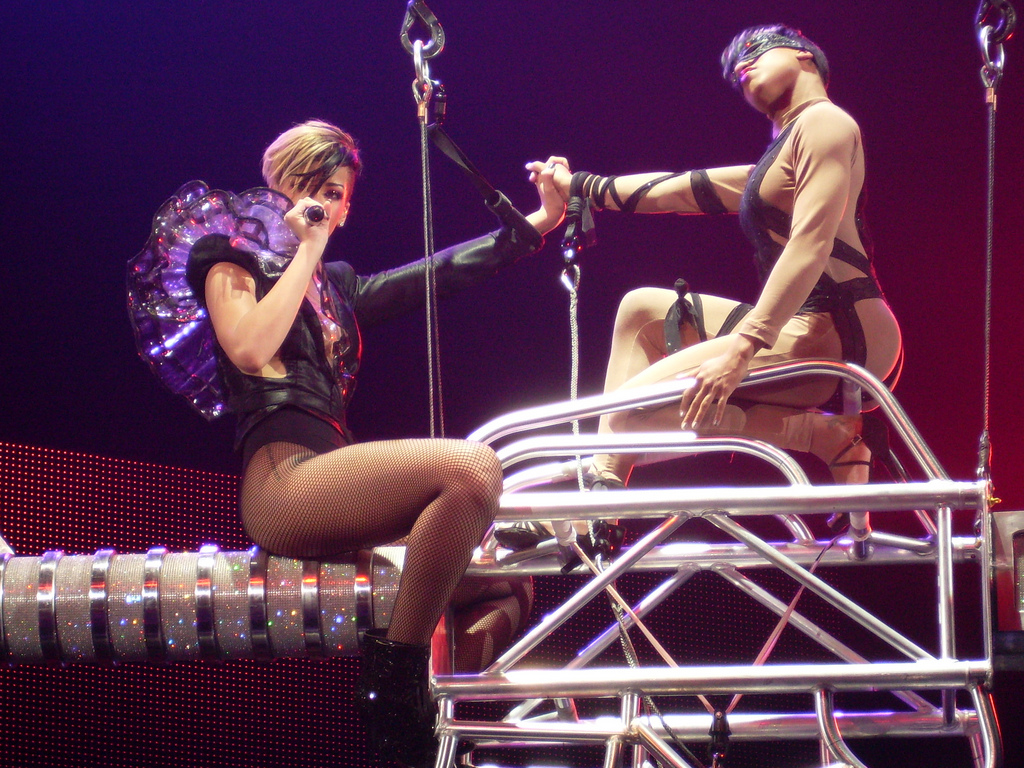
Rihanna cantando «Te Amo» en su gira The Last Girl On Earth Tour.

El 15 de octubre de 2009, Rihanna lanzó una declaración junto con una foto en su página web oficial diciendo: «La espera ha terminado, 23 de noviembre de 2009», que fue la fecha de lanzamiento para Rated R. Al día siguiente, Rihanna lanzó una promoción del video musical de «Wait Your Turn» que se estrenó en su página web oficial el 3 de noviembre de 2009. Un fragmento de la canción con el título «La espera ha terminado» también apareció como música de fondo para el video promocional del álbum, así como un reloj de cuenta regresiva. Después del lanzamiento del video promocional de «Wait Your Turn», el productor Mikkel S. Eriksen había confirmado que la canción sería lanzada como el segundo sencillo de Rated R. Sin embargo, se anunció después que «Hard» fue elegido como segundo sencillo. El 5 de noviembre de 2009, fue la primera entrevista televisada de Rihanna, desde su altercado con Chris Brown, en Good Morning America. Además de aparecer en Good Morning America, la entrevista continuó al día siguientes en la cadena ABC 20/20. Rihanna apareció en la revista Glamour, en febrero de 2010 en la revista GQ, el la revista W e hizo una sesión de fotos para Seventeen.
En noviembre de 2009, Def Jam se unió a Nokia para un concierto especial de promoción celebrado el 16 de noviembre de 2009, en el Reino Unido. Rihanna lanzó un video promocional para el evento que tuvo lugar en la Academia de Brixton, en Londres. Se estrenaron varias canciones del álbum durante el evento que fue su primer concierto desde el incidente con Brown. Nokia regaló boletos gratis para los fanes de la serie. El Nokia Music Store ofreció una versión mejorada del álbum, con una portada exclusiva, un remix y una canción extra. Rated R fue lanzado el 23 de noviembre de 2009, en América del Norte y el Reino Unido. El álbum también se hizo disponible en formato digital con dos descargas de bonificación para los usuarios de Nokia.
Ella también apareció y actuó en el los American Music Awards el 22 de noviembre de 2009, The X Factor el 29 de noviembre, Saturday Night Live el 5 de diciembre, BET 106 & Park el 10 de diciembre de 2009, The Ellen DeGeneres Show el 1 de febrero de 2010 y en American Idol el 7 de abril de 2010. El 4 de febrero de 2009, actuó en el Pepsi Super Bowl Fan Jam en VH1 junto con los artistas Timbaland y Justin Bieber. Rihanna interpretó «Hard», «Rude Boy» y «Don't Stop The Music» en los premios Kids Choice Awards el 27 de marzo de 2010. Rated R: Remixed, una colección de diez remixes por Chew Fu, fue lanzada.

### Sencillos

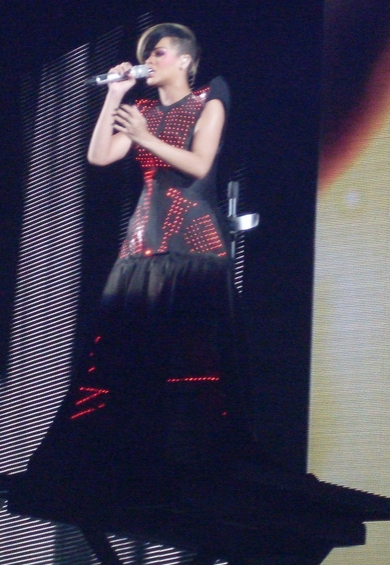
Rihanna cantando «Russian Roulette» en su gira The Last Girl On Earth Tour.

«Wait Your Turn» fue lanzado como sencillo promocional el 3 de noviembre de 2009. El 16 de octubre de 2009, Rihanna grabó el video musical para la canción. La canción alcanzó el número 45 en el Reino Unido, el número 32 en Irlanda, y el número 82 en Australia debido a las fuertes descargas digitales después del lanzamiento del álbum. «Russian Roulette» fue lanzado como sencillo principal del álbum el 3 de noviembre de 2009, junto con el sencillo promocional «Wait Your Turn». Ya había estrenado en la radio en todo el mundo el 20 de octubre de 2009. La canción debutó en el número 100 en los Estados Unidos y alcanzó el puesto número nueve. La canción alcanzó los diez primeros puestos en otros países como el Reino Unido, Canadá, Nueva Zelanda, Australia, Francia e Irlanda. El 12 de enero de 2010, el sencillo fue certificado de plata en el Reino Unido.
«Hard» fue lanzado como el segundo ssencillo impactando la radio el 10 de noviembre de 2009. La canción cuenta con el rapero Young Jeezy. Alcanzó una posición máxima de número ocho en el Billboard Hot 100, dando a Rihanna su decimotercer sencillo entre los diez primeros. La canción alcanzó el número 42 en el Reino Unido. El tercer sencillo del álbum fue «Rude Boy» lanzado el 19 de febrero de 2010. Alcanzó el número uno en los Estados Unidos, convirtiéndose en el sexto número uno de Rihanna y el decimocuarto en los diez primeros puestos, de su carrera. En el Reino Unido, la canción debutó en el número 52, al tiempo picó en el número dos. Alcanzó el número- uno en Australia, por lo que es el cuarto número uno de Rihanna en el país.
Luego se anunció que «Rockstar 101», sería el cuarto sencillo del álbum. Oficialmente, impactó la radio rítmica el 1 de junio de 2010. Rihanna la interpretó en American Idol el 7 de abril de 2010. El video musical se estrenó el 25 de mayo de 2010 en Vevo. Debutó en el número 39 en el Hot Dance Club Play para la semana que finalizó el 19 de junio de 2010, y más tarde alcanzó el puesto 2. En la semana del 14 de agosto de 2010, entró en el Hot 100 en el número 99 y en dos semanas picó el número 64. En Australia debutó en el número 50 para la semana del 16 de agosto de 2010 y alcanzó el puesto número 24. «Te Amo», fue lanzado como el quinto sencillo del álbum. Fue el último sencillo de Rated R, llegando digitalemente el 11 de junio de 2010. Antes del lanzamiento como sencillo, había debutado en la lista de sencillos de Suecia en 2009, alcanzando el número 52. El 18 de abril de 2010, la canción debutó en el UK Singles Chart en el número 94 y el número 29 en la lista UK R&B Chart. Llegó a un pico de número 14 en el UK Singles Chart y cinco en el UK R&B Chart. El video musical se estrenó el 28 de mayo de 2010.

### Tour
Rihanna comenzó The Last Girl On Earth Tour en Bélgica el 16 de abril de 2010, en apoyo al álbum. Jamie King fue el director de la gira, con Simon Henwood como director creativo. Aproximadamente 60 fechas fueron anunciadas.

## Lista de canciones
| Rated R |                                 |                                                                       |                             |          |  |
| N.º     | Título                          | Escritor(es)                                                          | Productor(es)               | Duración |  |
| 1.      | «Mad House»                     | Makeba Riddick, Chase & Status, Rihanna                               | Chase & Status              | 1:34     |  |
| 2.      | «Wait Your Turn»                | James Fauntleroy II, Stargate, Kennard, Milton, Takura Tendayi, Fenty | Chase & Status, StarGate    | 3:46     |  |
| 3.      | «Hard» (Feat. Young Jeezy)      | The-Dream, Christopher Stewart, Rihanna, Young Jeezy                  | The-Dream, Tricky Stewart   | 4:10     |  |
| 4.      | «Stupid in Love»                | Ne-Yo, Rihanna, Eriksen, Hermansen                                    | StarGate, Ne-Yo             | 4:01     |  |
| 5.      | «Rockstar 101» (Feat. Slash)    | Nash, Stewart, Fenty                                                  | The-Dream, Tricky Stewart   | 3:58     |  |
| 6.      | «Russian Roulette»              | Smith, Chuck Harmon                                                   | Chuck Harmony, Ne-Yo        | 3:47     |  |
| 7.      | «Fire Bomb»                     | Fauntleroy II, Brian Kennedy, Fenty                                   | Brian Kennedy               | 4:17     |  |
| 8.      | «Rude Boy»                      | Eriksen, Hermansen, Ester Dean, Riddick, Rob Swire, Rihanna,          | StarGate, Rob Swire         | 3:45     |  |
| 9.      | «Photographs» (Feat. will.i.am) | will.i.am, Jean Baptiste, Michael McHenry, Allan Pineda, Alain Whyte  | will.i.am                   | 4:46     |  |
| 10.     | «G4L (Gangsta 4 Life)»          | Kennard, Milton, Fauntleroy II, Rihanna                               | Chase & Status              | 3:59     |  |
| 11.     | «Te amo»                        | Eriksen, Hermansen, Fauntleroy II, Fenty                              | StarGate                    | 3:29     |  |
| 12.     | «Cold Case Love»                | Justin Timberlake, Robin Tadross, Fauntleroy II                       | The Y's                     | 6:04     |  |
| 13.     | «The Last Song»                 | Fauntleroy II, Kennedy, Ben Harrison, Fenty                           | Brian Kennedy, Ben Harrison | 4:16     |  |

| Nokia Bonus Tracks |                                             |                                  |                |          |  |
| N.º                | Título                                      | Escritor(es)                     | Producer(s)    | Duración |  |
| 14.                | «Russian Roulette» (Donni Hotwheel Remix)   | Shaffer Smith, Robyn Fenty       | Donni Hotwheel | 3:02     |  |
| 15.                | «Hole in My Head» (Feat. Justin Timberlake) | Fauntleroy II, Fenty, Timberlake | The Y's        | 4:06     |  |

## Listas y certificaciones

### Semanales
| País            | Lista (2009-10)                 | Mejor Posición |
| --------------- | ------------------------------- | -------------- |
| Australia       | Australia Albums Chart          | 12             |
| Austria         | Austrian Albums Chart           | 7              |
| Bélgica         | Belgium Albums Chart (Flanders) | 16             |
| Bélgica         | Belgium Albums Chart (Wallonia) | 16             |
| Estados Unidos  | Billboard 200                   | 4              |
| Canadá          | Canadian Albums Chart           | 5              |
| República Checa | Czech Republic Albums Chart     | 15             |
| Croacia         | Croatian Albums Chart           | 10             |
| Dinamarca       | Denmark Albums Chart            | 32             |
| Países Bajos    | Dutch Albums Chart              | 18             |
| Europa          | European Albums Chart           | 5              |
| Finlandia       | Finland Albums Chart            | 14             |
| Francia         | French Albums Chart             | 10             |
| Alemania        | German Albums Chart             | 4              |
| Grecia          | Greek Albums Chart              | 6              |
| Hungría         | Hungarian Albums Chart          | 31             |
| Irlanda         | Irish Albums Chart              | 7              |
| Italia          | Italian Albums Chart            | 33             |
| Japón           | Japanese Albums Chart           | 10             |
| México          | Mexican Albums Chart            | 51             |
| Nueva Zelanda   | New Zeland Albums Chart         | 14             |
| Noruega         | Norwegian Albums Chart          | 1              |
| Polonia         | Poland Albums Chart             | 5              |
| Escocia         | Scottish Albums Chart           | 14             |
| España          | Spain Albums Chart              | 23             |
| Suiza           | Swiss Albums Chart              | 1              |
| Suecia          | Swedish Albums Chart            | 19             |
| Reino Unido     | UK Albums Chart                 | 9              |
| Reino Unido     | UK R&B Albums                   | 2              |
| Estados Unidos  | Top R&B/Hip-Hop Albums          | 1              |

### Certificaciones
| País           | Organismo certificador | Certificación | Ventas certificadas | Simbolización | Ref.    |
| -------------- | ---------------------- | ------------- | ------------------- | ------------- | ------- |
| Australia      | ARIA                   | Platino       | 70.000              | ▲             | [ 113 ] |
| Alemania       | BVMI                   | Platino       | 100.000             | ●             | [ 114 ] |
| Bélgica        | IFPI — Bélgica         | Oro           | 15.000              | ●             | [ 115 ] |
| Canadá         | CRIA                   | Platino       | 80.000              | ▲             | [ 116 ] |
| Estados Unidos | RIAA                   | 2Platino      | 2.000.000           | 2▲            | [ 45 ]  |
| Europa         | IFPI                   | Platino       | 1.000.000           | ▲             | [ 117 ] |
| GCC            | GCC                    | Oro           | 3.000               | ●             | [ 118 ] |
| Francia        | SNEP                   | Platino       | 170.000             | ▲             | [ 119 ] |
| Grecia         | IFPI — Grecia          | Platino       | 12.000              | ▲             | [ 120 ] |
| Irlanda        | IRMA                   | Platino       | 15.000              | ▲             | [ 121 ] |
| Noruega        | IFPI — Noruega         | Oro           | 15.000              | ●             | [ 122 ] |
| Polonia        | ZPAV                   | Oro           | 15.000              | ●             | [ 53 ]  |
| Reino Unido    | BPI                    | Platino       | 600.000             | 2▲            | [ 49 ]  |
| Rusia          | NFPP                   | Oro           | 25.000              | ●             | [ 123 ] |
| Suiza          | IFPI — Suiza           | Platino       | 60.000              | ▲             | [ 124 ] |

## Premios y nominaciones recibidas
Rated R fue nominado en distintas ceremonias de premiación. A continuación, una lista con algunas de las candidaturas que obtuvo el álbum y sus sencillos:
| Año  | Ceremonia                        | Trabajo            | Categoría                            | Resultado |
| ---- | -------------------------------- | ------------------ | ------------------------------------ | --------- |
| 2010 | IFPI Platinum Europe Awards      | Rated R            | Reconocimiento al álbum              | Ganador   |
| 2010 | MTV Video Music Awards           | «Rude Boy»         | Mejor edición de video               | Nominado  |
| 2010 | MTV Europe Music Awards          | «Rude Boy»         | Canción del año                      | Nominado  |
| 2010 | MTV Video Music Awards Japan     | «Russian Roulette» | Mejor video femenino                 | Nominado  |
| 2010 | MuchMusic Video Awards           | «Rude Boy»         | Mejor video de artista internacional | Nominado  |
| 2010 | Soul Train Music Awards          | «Rude Boy»         | Mejor canción R&B                    | Nominado  |
| 2010 | Teen Choice Awards               | Rated R            | Elección: Álbum R&B                  | Nominado  |
| 2011 | ASCAP Pop Music Awards           | «Rude Boy»         | Canción más interpretada             | Ganador   |
| 2011 | ASCAP Rhythm & Soul Music Awards | «Rude Boy»         | Canción más interpretada             | Ganador   |
| 2011 | BMI Urban Awards                 | «Rude Boy»         | Canción con más premios ganados      | Ganador   |
| 2011 | Barbados Music Awards            | Rated R            | Álbum del año                        | Ganador   |
| 2011 | Barbados Music Awards            | «Hard»             | Mejor sencillo Soul/R&B/Hip Hop      | Nominado  |
| 2011 | Barbados Music Awards            | «Rude Boy»         | Mejor sencillo Pop/R&B               | Ganador   |
| 2011 | Barbados Music Awards            | «Rude Boy»         | Canción del año                      | Ganador   |
| 2011 | Barbados Music Awards            | «Rude Boy»         | Video musical del año                | Ganador   |
| 2011 | BET Awards                       | «Hard»             | Elección de los espectadores         | Ganador   |
| 2011 | MTV Platinum Video Plays Awards  | «Russian Roulette» | Platino                              | Ganador   |
| 2011 | MTV Platinum Video Plays Awards  | «Rude Boy»         | Doble platino                        | Ganador   |
| 2012 | BMI Pop Awards                   | «Rude Boy»         | Canción con más premios ganados      | Ganador   |
| 2012 | VEVOCertified Awards             | «Rude Boy»         | 100.000.000 de vistas                | Ganador   |

## Lanzamiento
| Región         | Fecha                   | Discográfica       | Formato              |
| -------------- | ----------------------- | ------------------ | -------------------- |
| Australia      | 20 de noviembre de 2009 | Universal Music    | CD, descarga digital |
| Alemania       | 20 de noviembre de 2009 | Universal Music    | CD, descarga digital |
| Polonia        | 21 de noviembre de 2009 | Universal Music    | CD, descarga digital |
| Reino Unido    | 23 de noviembre de 2009 | Mercury Records    | CD, descarga digital |
| Estados Unidos | 23 de noviembre de 2009 | Def Jam Recordings | CD, descarga digital |
| Dinamarca      | 23 de noviembre de 2009 | Universal Music    | CD, descarga digital |
| Canadá         | 23 de noviembre de 2009 | Universal Music    | CD, descarga digital |
| Brasil         | 24 de noviembre de 2009 | Universal Music    | CD, descarga digital |
| España         | 24 de noviembre de 2009 | Universal Music    | CD, descarga digital |
| Argentina      | 26 de noviembre de 2009 | Universal Music    | CD, descarga digital |
| Taiwán         | 27 de noviembre de 2009 | Universal Music    | CD, descarga digital |
| Chile          | 31 de diciembre de 2009 | Universal Music    | CD, descarga digital |